# Loška ulica (Maribor)
Loška ulica (slowenisch für Augasse) ist der Name einer Straße direkt an der Drau im Bezirk Bezirk Center der Stadtgemeinde Maribor, Slowenien.

## Geschichte
Der älteste Straßenname in der Grazer-Vorstadt war Trenkhgasse (Wassergasse) und wurde erstmals 1473 erwähnt. Im Jahr 1873 wurde der Weg, der von der damaligen Badgasse (später Svetozarevska ulica, jetzt Ulica slovenske osamosvojitve) zum Mellinger Au genannten Drau-Ufer führte, offiziell Untere Uferstraße genannt.
1876 wurde der westliche Teil der Straße bis zur heutigen Mlinska ulica in Augasse umbenannt. 1874 wurde die Straße verkürzt und der östliche Teil in Melje in Überfuhrstraße (heute Oreško nabrežje) umbenannt.
Im Jahr 1919 und dann 1945 erhielt die Loška ulica ihren heutigen Namen. Zwischen 1941 und 1945 wurde sie noch einmal Augasse genannt. Entlang der Straße befanden sich früher mehrere Schiffsmühlen an der Drau. Der letzte wurde 1901 entfernt.

## Lage
Die Straße beginnt am östlichen Endes der Usnjarska ulica (Einmündung der Ulica slovenske osamosvojitve) und verläuft am linken Ufer der Drau durch die Unterführung unter der Tito-Brücke nach Osten bis zu ihrem Übergang in die Ulica talcev.

## Bauwerke und Einrichtungen
- Wasserturm Maribor